# All I Can Do
| Recensione | Giudizio |
| ---------- | -------- |
| AllMusic   |          |

All I Can Do è il diciassettesimo album in studio della cantante statunitense Dolly Parton, pubblicato il 16 agosto 1976 dalla RCA Records.
Il disco ha ricevuto una nomination ai Grammy Awards 1977 nella categoria Miglior interpretazione vocale country femminile.

## Tracce
Testi e musiche di Dolly Parton, eccetto dove indicato.
1. All I Can Do – 2:25
2. The Fire That Keeps You Warm – 2:50
3. When The Sun Goes Down Tomorrow – 2:06
4. I'm A Drifter – 2:54
5. Falling Out Of Love With Me – 2:48
6. Shattered Image – 2:45
7. Boulder To Birmingham – 4:14 (Bill Danoff, Emmylou Harris)
8. Preacher Tom – 3:43
9. Life's Like Poetry – 1:49 (Merle Haggard)
10. Hey, Lucky Lady – 2:22